# Atlético Bucaramanga
Club Atlético Bucaramanga Corporación Deportiva ist ein am 11. Mai 1949 gegründeter kolumbianischer Fußballverein aus Bucaramanga. Der Klub, auch Los Leopardos genannt, spielt momentan in der ersten kolumbianischen Liga.

## Geschichte

### Anfänge und erste Jahrzehnte in der ersten Liga
Atlético Bucaramanga spielte ab der zweiten Austragung 1949 in der kolumbianischen ersten Liga, konnte dort jedoch nie um den Titel mitspielen. Während der Krise des kolumbianischen Fußballs Mitte der 1950er Jahre hatte der Verein finanzielle Probleme, zog sich 1953 aus der Meisterschaft zurück und nahm auch 1954 und 1955 nicht teil. Zur Spielzeit 1956 kehrte Bucaramanga zurück. Seine erfolgreichste Spielzeit bis dahin erreichte der Verein 1960, in der er den dritten Platz erreichte.
Anfang der 1970er Jahre hatte der Verein erneut finanzielle Schwierigkeiten, so dass er an der Spielzeit 1971 nicht teilnahm und sein Startrecht an Real Cartagena abgab, wo in diesem Jahr auch die meisten Spieler Bucaramangas spielten. Ein Jahr später kehrte Atlético Bucaramanga aber wieder zurück.
1981 kam es im Estadio Alfonso López bei einem Spiel von Atlético Bucaramanga gegen Junior aus Barranquilla zu einer Tragödie. Es kam zu Ausschreitungen durch Fans, die gegen Schiedsrichterentscheidungen protestierten. Darauf griffen Soldaten ein, die auf die Fans schossen. Es starben vier Menschen, über 30 wurden verletzt. Die Vorfälle wurden nie endgültig aufgeklärt.

### Abstiege und Vizemeisterschaft
Atlético Bucaramanga stieg das erste Mal 1994 aus der ersten Liga ab, konnte aber 1995 direkt die Meisterschaft in der zweiten Liga feiern und aufsteigen. In der Spielzeit 1996/97 konnte der Verein zunächst das Torneo Adecuación gewinnen, verlor aber das Meisterschaftsfinale gegen América de Cali und wurde somit Vizemeister. Dies berechtigte Bucaramanga zur Teilnahme an der Copa Libertadores 1998, wo er auf Anhieb die zweite Runde erreichte.
2001 stieg der Verein zum zweiten Mal in die zweite Liga ab, konnte aber von der Aufstockung der Liga auf 18 Mannschaften profitieren und sicherte sich in einer Relegation den Verbleib in der ersten Liga.

### Dritter Abstieg und sieben Jahre zweite Liga
Der dritte Abstieg ereilte den Club 2008. In der ersten Spielzeit in der zweiten Liga 2009 erreichte Bucaramanga das Finale, verlor dies aber gegen Cortuluá. Auch das Relegationsspiel gegen den Vorletzten der ersten Liga, Deportivo Pereira, konnte der Verein nicht für sich entscheiden und verblieb somit in der zweiten Liga. 2010 erreichte Bucaramanga zwar die Gruppenphase, wurde aber Letzter in der Gruppe B. In den Spielzeiten 2011 bis 2013 konnte sich der Verein nur noch zweimal unter den besten acht Mannschaften platzieren, verfehlte aber jeweils das Erreichen des Finales klar. In der Hinserie 2014 konnte Bucaramanga die Ligaphase auf dem ersten Platz abschließen und erreichte das Halbfinale, verlor dies aber gegen Jaguares de Córdoba im Elfmeterschießen. In der Rückserie wurde wieder die Finalrunde erreicht, das Finale jedoch verpasst. Auch in der besonderen Aufstiegsrunde für Traditionsvereine der zweiten Liga im Januar 2015 verpasste der Verein den Aufstieg.

### Wiederaufstieg und Etablierung in der ersten Liga
| \| Spielzeit \| Liga \| Ligaebene \| Platz \| Finalrunde \| \| --------------------------------------------------- \| -------------------- \| --------- \| ----- \| ------------------- \| \| 2015 \| Torneo Águila \| II \| 1. \| 1. Gruppe A Meister \| \| 2016-I \| Liga Águila \| I \| 13. \| - \| \| 2016-II \| Liga Águila \| I \| 7. \| Halbfinale \| \| 2017-I \| Liga Águila \| I \| 8. \| Viertelfinale \| \| 2017-II \| Liga Águila \| I \| 19. \| - \| \| 2018-I \| Liga Águila \| I \| 16. \| - \| \| 2018-II \| Liga Águila \| I \| 4. \| Viertelfinale \| \| 2019-I \| Liga Águila \| I \| 17. \| - \| \| 2019-II \| Liga Águila \| I \| 12. \| - \| \| 2020 \| Liga BetPlay Dimayor \| I \| 13. \| - \| \| 2021-I \| Liga BetPlay Dimayor \| I \| 11. \| - \| \| 2021-II \| Liga BetPlay Dimayor \| I \| 10. \| - \| \| grün unterlegt: Aufstieg in die Categoría Primera A \| \| \| \| \| |                      |           |       |                     |
| Spielzeit | Liga                 | Ligaebene | Platz | Finalrunde          |
| 2015 | Torneo Águila        | II        | 1.    | 1. Gruppe A Meister |
| 2016-I | Liga Águila          | I         | 13.   | -                   |
| 2016-II | Liga Águila          | I         | 7.    | Halbfinale          |
| 2017-I | Liga Águila          | I         | 8.    | Viertelfinale       |
| 2017-II | Liga Águila          | I         | 19.   | -                   |
| 2018-I | Liga Águila          | I         | 16.   | -                   |
| 2018-II | Liga Águila          | I         | 4.    | Viertelfinale       |
| 2019-I | Liga Águila          | I         | 17.   | -                   |
| 2019-II | Liga Águila          | I         | 12.   | -                   |
| 2020 | Liga BetPlay Dimayor | I         | 13.   | -                   |
| 2021-I | Liga BetPlay Dimayor | I         | 11.   | -                   |
| 2021-II | Liga BetPlay Dimayor | I         | 10.   | -                   |
| grün unterlegt: Aufstieg in die Categoría Primera A |                      |           |       |                     |

Die Saison 2015 konnte Atlético Bucaramanga dann jedoch dominieren und wurde mit elf Punkten Vorsprung souverän Erster der Ligaphase. In der anschließenden Finalrunde konnte sich der Verein am vorletzten Spieltag durch einen 1:0-Sieg gegen Universitario Popayán den ersten Platz der Gruppe und damit den Aufstieg in die erste Liga nach sieben Spielzeiten in der zweiten Liga sichern. Im anschließenden Finale gegen Fortaleza FC konnte sich Bucaramanga ebenfalls durchsetzen und gewann seinen zweiten Titel in der zweiten Liga.
In der Hinserie 2016 tat sich Bucaramanga schwer, bewegte sich zwar im Mittelfeld der Tabelle konnte sich aber in der Abstiegstabelle nicht von den Abstiegsplätzen lösen. Im Mai 2015 trennte sich Bucaramanga deswegen vom Aufstiegstrainer José Rodríguez und verpflichtete Flabio Torres. In der Rückserie befand sich Atlético Bucaramanga durchgängig unter den besten acht Mannschaften, sicherte sich frühzeitig den Klassenerhalt und qualifizierte sich für die Finalrunde. In der Finalrunde unterlag der Verein erst im Halbfinale gegen Deportes Tolima im Elfmeterschießen. Nach der Saison konnten sich allerdings Torres und die Verantwortlichen des Vereins nicht auf einen neuen Vertrag einigen, weswegen der Trainer Bucaramanga bereits nach einem halben Jahr wieder verließ. Als neuer Trainer für die Spielzeit 2017 wurde Harold Rivera vorgestellt.
Nach einem durchwachsenen Start in die Hinserie 2017 wurde Rivera jedoch bereits nach dem achten Spieltag entlassen. Als Interimstrainer fungierte für zwei Spiele Édgar Moreno. Als Nachfolger von Rivera wurde Fernando Castro Lozada vorgestellt. Die Ligaphase konnte Bucaramanga auf dem achten Platz abschließen und qualifizierte sich damit für die Finalrunde. Im Viertelfinale schied der Verein gegen Millonarios FC aus. Nach dem Rücktritt von Castro, der auf einen sehr schwachen Start der Rückserie folgte, wurde im August Jaime de la Pava als neuer Trainer vorgestellt. Die Leistung der Mannschaft blieb jedoch durchwachsen und der Klassenerhalt konnte erst am letzten Spieltag und mit nur einem Punkt Vorsprung auf Cortuluá gesichert werden, wobei die Erlösung erst durch ein Tor in der letzten Minute des Parallelspiels zwischen Once Caldas gegen Cortuluá kam. Nach der Rückserie trennten sich der Verein und Jaime de la Pava. Als neuer Trainer wurde der Argentinier Diego Cagna verpflichtet.
Kurz vor Ende der Apertura 2018, die auf Platz 16 abgeschlossen wurde, wurde der Trainer Diego Cagna nach einer 2:4-Niederlage gegen Independiente Medellín entlassen. Als Nachfolger wurde Carlos Hoyos, der mit Bucaramanga 1997 Vizemeister geworden war, für seine dritte Amtszeit im Verein verpflichtet. Im August 2018 wurde Hoyos aber bereits wieder entlassen. Als Nachfolger wurden als offizieller Trainer Óscar Serrano mit Flabio Torres als Berater verpflichtet. Nach einer starken Rückserie konnte Atlético Bucaramanga dann als Vierter die Finalrunde erreichen. Dort schied der Verein aber gegen Independiente Medellín aus. Für die Spielzeit 2019 wurde Flabio Torres als offizieller Cheftrainer bestätigt. Óscar Serrano bleibt dem Verein als Co-Trainer erhalten. Nach einem schwachen Saisonstart wurde Torres aber bereits im Februar wieder entlassen. Nachfolger wurde zunächst interimsmäßig Carlos Giraldo. Die Apertura wurde auf dem 17. Platz abgeschlossen. Als neuer Trainer wurde im Mai Hernán Torres Oliveros vorgestellt.

## Stadion

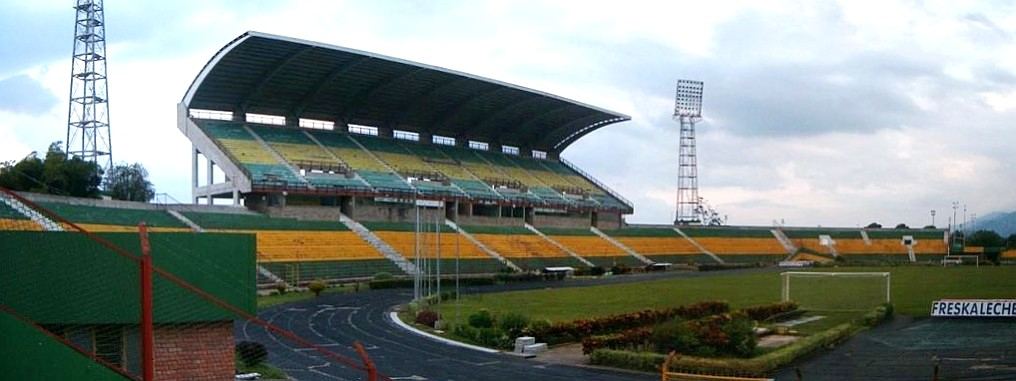
Estadio Alfonso López

Atlético Bucaramanga absolviert seine Heimspiele im Estadio Alfonso López. Das Stadion wurde 1941 eingeweiht und hat eine Kapazität von 25.000 Plätzen. Das Estadio Alfonso López ist benannt nach Alfonso López Pumarejo (1886–1959), einem kolumbianischen liberalen Politiker und zweimaligem Präsident des Landes. Das Stadion hatte seit 2006 einen Kunstrasenbelag. Von 2016 bis 2017 wurde das Stadion umfangreich modernisiert. Nach dem Abschluss der Umbauarbeiten hat das Stadion auch wieder Naturrasen.

## Erfolge
- Meister Primera A: 2024-I
- Vizemeister Primera A: 1996/97
- Meister Primera B: 1995, 2015
- Vizemeister Primera B: 2009
- Teilnahme an der Copa Libertadores: 1×

1998: Achtelfinale

## Persönlichkeiten

### Trainerhistorie
- Hernán Torres Oliveros (2019–)
- Carlos Giraldo (2019)
- Flabio Torres (2018–2019)[22]
- Óscar Serrano (2018)
- Carlos Hoyos (2018)[23]
- Adolfo León Holguín (2018)
- Diego Cagna (2017–2018)[24]
- Jaime de la Pava (2017)[25]
- Fernando Castro Lozada (2017)[26]
- Harold Rivera (2017)[27]
- Flabio Torres (2016)
- José Rodríguez (2014–2016)[28]
- Jorge Ernesto Ramoa (2014)
- Bernardo Redín (2013–2014)
- Miguel Augusto Prince (2013)
- José de Jesús Suárez (2012)
- Álvaro de Jesús Gómez (2012)
- Carlos Hoyos (2011)
- Fernando Velasco (2011)[29]
- Jesús Barrios (2010)
- Jorge Ernesto Ramoa (2010)
- Miguel Augusto Prince (2010)
- Jesús Barrios (2009)
- Arturo Reyes (2008)
- Víctor Luna (2008)
- Eduardo Retat (2007–2008)
- Óscar Upegui und Nelson Reyes (2007)
- Miguel Augusto Prince (2007)
- Eduardo Moreno (2006)
- Hernán Darío Herrera (2006)
- Nelson Reyes (2005–2006)
- Óscar Aristizábal (2004–2005)
- Carlos Navarrete (2003)
- Juan Eugenio Jiménez (2003)
- Orlando Restrepo (2002)
- Alexis García (2002)
- Darío Vélez (2001)
- Jorge Luis Pinto (2001)
- Carlos Paniagua (2000)
- Gabriel Gómez (2000)
- Edgar Ospina (2000)
- Norberto Peluffo (1999)
- Adolfo León Holguín (1998)
- Carlos Hoyos (1996–1998)
- Jesús Suárez (1996)
- Hugo Gallego (1995–1996)
- Germán Cristancho (1994)
- Norberto Peluffo (1993–1994)
- Humberto Ortiz (1990–1992)
- Jesús Suárez (1989)
- Álvaro Solarte (1989)
- Daniel Silguero (1989)
- Germán Cristancho (1988)
- Miguel Ángel Tojo und Roberto Telch (1988)
- Víctor Pignanelli (1987)
- Germán Cristancho (1987)
- Roberto Omar Di Plácido (1987)
- Herman Aceros (1986)
- Alberto Forero (1985)
- Herman Aceros (1984)
- Álvaro Solarte (1983)
- José Américo Montanini (1983)
- Raúl Higinio Betancourt Ferraro (1982)
- Álvaro Solarte (1982)
- Edilberto Righi (1982)
- Roberto Pablo Janiot (1981)
- José Américo Montanini (1981)
- Carlos Gainette (1981)
- Álvaro Solarte (1981)
- Raúl Higinio Betancourt Ferraro (1980)
- Alberto Rendo (1979)
- Álvaro Solarte (1978)
- Ricardo Pegnotti (1977)
- Víctor Pignanelli (1975–1977)
- Edgar Barona (1974)
- José Omar Verdún (1970–1973)
- Pablo Ansaldo (1970)
- Adolfo Riquelme (1969)
- Víctor Pignanelli (1968–1969)
- Atilio López (1967–1968)
- José Américo Montanini (1967)
- Adolfo Riquelme (1967)
- Manuel Sanguinetti (1966)
- Adolfo Riquelme (1966)
- Román Soto Vergara (1966)
- Carlos Zunino (1965)
- José Vigo (1964)
- Roberto Pablo Janiot (1964)
- Abraham González (1962–1964)
- Norberto Juan Peluffo (1962)
- Francisco Fandiño (1961)
- Juan Barbieri (1960)
- Norberto Juan Peluffo (1956–1959)
- Luis Alberto Fernández (1952–1953)
- Aristóbulo De Ambrossi (1950–1951)
- Francisco Carvajal (1949)

### Ehemalige Spieler
- Agustín Balbuena
- Luis Barbat
- Marco Coll
- Farid Díaz
- Hernán Gaviria
- Mauro Guevgeozián
- Daniel Killer
- Michael Rangel
- Luis Gabriel Rey
- José Luis Russo
- Albeiro Usuriaga
- Nicolás Vikonis